# 1973 في ألمانيا
فيما يلي قوائم الأحداث التي وقعت خلال عام 1973 في ألمانيا.

## سياسة

### تعيين في المنصب
- 16 يناير – روديغر فون فيشمار المتحدث باسم الحكومة الاتحادية الألمانية ‏.
- 1 نوفمبر – هانس فيلبينغر رئيس البوندسرات.

## رياضة
- 5 أغسطس – جائزة ألمانيا الكبرى 1973 الفائز جاكي ستيورات.

## أفلام
من الأفلام التي صدرت هذه السنة في ألمانيا:
- 1 يناير – رؤى الثمانية من إخراج آرثر بن، جون شليسنجر، ميلوش فورمان، كون إيشيكاوا، يوري نيكلايفتش أوزرف، كلود ليلوش، ماي تسيترلينغ، Michael Pfleghar [الإنجليزية]‏.
- 1 يناير – معركة برلين
- 1 يناير – نايت فلايت فروم موسكو من إخراج Henri Verneuil [الإنجليزية]‏.

## مواليد

### يناير
- 1 يناير – دانييل شتاينر
- 1 يناير – يان بوتشر كاتب ألماني.
- 7 يناير – ألكسندر كول لاعب كرة سلة ألماني.
- 28 يناير – توميسلاف ماريتش لاعب كرة قدم كرواتي.

### فبراير
- 1 فبراير – رينيه شنايدر لاعب كرة قدم ألماني.
- 26 فبراير – أي تي بي

### مارس
- 12 مارس – تيم فيشر ممثل ألماني.
- 16 مارس – فلوريان لوكاس ممثل ألماني.
- 21 مارس – كريستيان نيرلينغر لاعب كرة قدم ألماني.

### أبريل
- 7 أبريل – ساندرا ميننيرت
- 11 أبريل – روس هيل ممثل أمريكي.
- 25 أبريل – بربارا ريتنر لاعبة كرة مضرب ألمانية.
- 28 أبريل – إليزابيث روم
- 28 أبريل – إيان موردوك

### مايو
- 7 مايو – دينيس ووتشرير لاعب كرة سلة ألماني.
- 20 مايو – كايا يانار

### يونيو
- 1 يونيو – هايدي كلوم
- 15 يونيو – كريستينا دونكر كاتبة ألمانية.
- 17 يونيو – أوليفر غروس لاعب كرة مضرب ألماني.
- 20 يونيو – توم ولاسشيها
- 24 يونيو – الكسندر باير ممثل ألماني.
- 28 يونيو – أندريه لانج
- 30 يونيو – فرانك روست لاعب كرة قدم ألماني.

### يوليو
- 21 يوليو – ماندي وتزل
- 30 يوليو – أوميت داوالا لاعب كرة قدم تركي.

### أغسطس
- 6 أغسطس – أوفه غوسبوداريك لاعب كرة قدم ألماني.
- 10 أغسطس – ساندرا كيلر ممثلة ألمانية.
- 25 أغسطس – فاتح اكين
- 27 أغسطس – ديتمار هامان
- 29 أغسطس – توماس توخل لاعب ومدرب كرة قدم ألماني.

### سبتمبر
- 17 سبتمبر – ديميس نيكولايديس لاعب كرة قدم يوناني.
- 20 سبتمبر – أولاف بولاك دراج ألماني.

### أكتوبر
- 4 أكتوبر – دينس غانزل مخرج أفلام ألماني.
- 25 أكتوبر – بيتينا وولف كاتبة ألمانية.

### نوفمبر
- 1 نوفمبر – ديمو فاخه لاعب كرة قدم ألماني.
- 17 نوفمبر – بيرند شنايدر لاعب كرة قدم ألماني.
- 19 نوفمبر – أندريه لينز لاعب كرة قدم ألماني.

### ديسمبر
- 2 ديسمبر – يان أولريش دراج ألماني.
- 14 ديسمبر – بوريس هنري

## وفيات

### يناير
- 1 يناير – أوتو رويتر (مواليد 1890) كاتب ألماني.

### فبراير
- 2 فبراير – ماكس براور (مواليد 1887) سياسي ألماني.
- 11 فبراير – هانز ينسن (مواليد 1907)

### أبريل
- 11 أبريل – ألويس زيمر (مواليد 1896) سياسي ألماني.

### مايو
- 4 مايو – أنتون أكرمان (مواليد 1905) سياسي ألماني.

### يونيو
- 10 يونيو – إريش فون مانشتاين (مواليد 1887) ضابط ألماني.

### يوليو
- 2 يوليو – فرديناند شورنر (مواليد 1892) عسكري ألماني.
- 7 يوليو – ماكس هوركهايمر (مواليد 1895) فيلسوف ألماني.

### أغسطس
- 1 أغسطس – فالتر أولبريشت (مواليد 1893) سياسي ألماني.
- 12 أغسطس – كارل تسيغلر (مواليد 1898) كيميائي ألماني.

### سبتمبر
- 2 سبتمبر – فريتز غروبا (مواليد 1886) دبلوماسي ألماني.
- 19 سبتمبر – ماري ويجمان (مواليد 1886) راقصة.

### أكتوبر
- 18 أكتوبر – ليو شتراوس (مواليد 1899) سياسي أمريكي.